# FreeOTFE

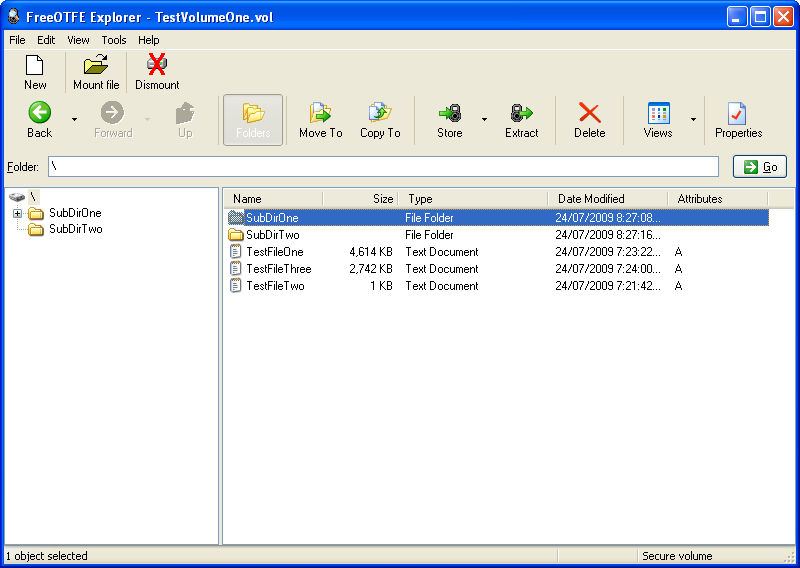
FreeOTFEExplorer

FreeOTFE ist eine 2004 erschienene Open-Source-Software zur Verschlüsselung von Festplatten unter Microsoft Windows (PCs) und Windows Mobile (PDAs).
Die (ehemalige) Website des Projekts, FreeOTFE.org, ist seit 2013 nicht mehr zugänglich und wurde auf einen anderen Besitzer umgemeldet.

## Funktionen
FreeOTFE ist eine Umsetzung von OTFE und ist mit unter Linux erstellten verschlüsselten Volumes (z. B. LUKS, cryptoloop dm-crypt) kompatibel. Diese Volumes könnten unter Windows gelesen und beschrieben werden. Es können versteckte Volumes angelegt und geöffnet werden. Das ermöglicht eine glaubhafte Abstreitbarkeit (engl. plausible deniability).
Das Programm bietet einen „Portable mode“. Es muss vor der Benutzung nicht installiert werden, jedoch werden unter Windows Administrator-Rechte zur Einbindung der Treiber benötigt. Die Programmvariante FreeOTFE Explorer benötigt allerdings keine Administrator-Rechte.

### Unterstützte Verfahren
Verschlüsselungsverfahren
AES (256 bit), Twofish (256 bit), Blowfish (448 bit), Serpent (256 bit), CAST5/CAST6, DES/3DES, MARS, RC6
Hash-Verfahren
MD2, MD4, MD5
RIPEMD-128, RIPEMD-160
SHA-1, SHA-224, SHA-256, SHA-384, SHA-512
Tiger, Whirlpool

## Lizenz
In der Vergangenheit versagte die Lizenz von FreeOTFE dem Autor von Modifikationen jegliche Rechte an seinen Änderungen, da diese gemeinfrei veröffentlicht werden mussten, was dem Punkt 3 der Open Source Definition widersprach. Anfang 2009 fand jedoch ein Lizenzwechsel statt. Die neue Lizenz, welche unter dem Namen „FreeOTFE Licence“ veröffentlicht wurde, ähnelt inhaltlich der Reciprocal Public License, welche zwar als Open Source anerkannt ist, jedoch nicht von der Free Software Foundation.